# 津木村
津木村（つぎむら）は、和歌山県有田郡にあった村。現在の広川町の東半、広川の上流域にあたる。

## 地理
- 山岳：地蔵峰、串が谷峰、塚の谷峰、鳥松山、滝山、向山
- 河川：広川

## 歴史
- 1889年（明治22年）4月1日 - 町村制の施行により、上津木村・下津木村・前田村の区域をもって発足。
- 1955年（昭和30年）4月1日 - 広町・南広村と合併して広川町が発足。同日津木村廃止。

## 交通

### 道路
現在は旧村域に湯浅御坊道路の広川南インターチェンジが所在するが、当時は未開通。